# بن خيران

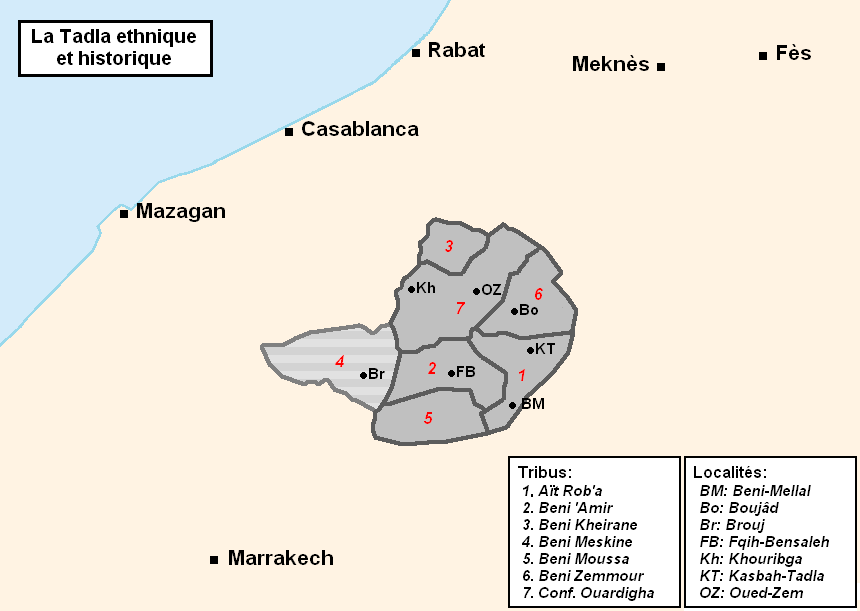

بني خيران هي قبيلة مغربية من أصل هلالي عربي، استقرت في المغرب في القرن الثاني عشر. القبيلة جزء من إقليم تادلا. تعيش قبيلة بني خيران في منطقة تادلة المغربية. ويشكلون جزءًا من قبيلة بني هلال الكبرى التي عبرت إلى المغرب العربي في القرن العاشر. أُدخلوا إلى المغرب خلال القرن الحادي عشر في عهد الموحدين. هم في الأساس مزارعون حافظوا إلى حد كبير على الروح البدو.